# Gerichtsbezirk Cervignano
Der Gerichtsbezirk Cervignano (slowenisch: Červinjan) war ein dem Bezirksgericht Cervignano unterstehender Gerichtsbezirk in der Gefürsteten Grafschaft Görz und Gradisca.
Der Gerichtsbezirk umfasste Gebiete in der ehemaligen Provinz Udine in Friaul und gehörte zum Bezirk Monfalcone. Nach dem Ersten Weltkrieg musste Österreich den gesamten Gerichtsbezirk an Italien abtreten.

## Geschichte
Der Gerichtsbezirk Cervignano wurde um 1850 infolge der Auflösung der ursprünglichen Patrimonialgerichtsbarkeit in der Gefürsteten Grafschaft Görz und Gradisca sowie wie im gesamten Kaisertum Österreich geschaffen. Der Gerichtsbezirk unterstand dem für die gesamte Grafschaft zuständigen Landesgericht Görz, dass wiederum dem Oberlandesgericht Triest, dass am 1. Mai 1850 seine Tätigkeit aufnahm, unterstellt war.
Auch nachdem Görz und Gradisca bzw. Triest sowie Istrien vom ursprünglichen Kronland Küstenland ihre Selbständigkeit als Kronland erlangten, blieb das Oberlandesgericht Triest die oberste Instanz für den Gerichtsbezirk Cervignano.
Der Gerichtsbezirk Cervignano bildete im Zuge der Trennung der politischen von der judikativen Verwaltung
ab 1868 gemeinsam mit den Gerichtsbezirken Cormons, Gradisca und Monfalcone den Bezirk Gradisca,
wobei die Gerichtsbezirke Cervignano und Monfalcone in der Folge als eigenständiger Bezirk Monfalcone abgespalten wurden.
Der Gerichtsbezirk wies 1910 eine Bevölkerung von 30.477 Personen auf, von denen 27.991 Italienisch als Umgangssprache angaben. Weiters lebten im Gerichtsbezirk 110 Deutschsprachige, 48 Slowenischsprachige und 2.238 Anderssprachige oder Staatsfremde.
Durch die Grenzbestimmungen des am 10. September 1919 abgeschlossenen Vertrages von Saint-Germain wurde der Gerichtsbezirk Cervignano zur Gänze Italien zugeschlagen.

## Gerichtssprengel
Der Gerichtssprengel umfasste 1910 die 16 Gemeinden Ajello, Aquileja (Oglej), Campolongo, Cervignano, Fiumicello, Grado, Joanniz, Muscoli-Strassoldo, Perteole, Ruda, San Vito al Torre, Scodovacca, Tapogliano, Terzo, Villa Vicentina und Visco.